# الناصر محمد بن يوسف
الناصر محمد بن يوسف (توفي في 8 أغسطس 1488) إمام الدولة الزيدية في اليمن من 1474 إلى 1488.
كان محمد أحد أحفاد الإمام المهدي علي (توفي عام 1372) من الجيل الخامس. عندما توفي الإمام المتوكل المطهر في ذمار في عام 1474 ظهر ثلاث أشخاص يطالبون بالإمامة من ضمنهم كان كان محمد الذي ذهب من صنعاء إلى ثلا المعقل الجبلي. من هناك نصب إماما ونشر إعلان بإمامته في صنعاء، فلالة، والمناطق الزيدية الأخرى. اتخذ اسم الناصر محمد. المنافسان الاثنان الآخران هما المنصور محمد والهادي عز الدين الذين كانا ينتميان إلى فرع آخر من بني الرس. شرفاء الحمزيون اعترفوا بإمامة الناصر محمد من أبريل 1476 إلى نوفمبر 1487. رفض أهل صعدة دعمه وبدلا من ذلك ساندوا الهادي عز الدين. يعتبر الناصر محمد الأفضل من ناحية المعرفة العقائدية من معاصريه ولكن الحظ لم يكن إلى جانبه. لم يكن أي من المطالبين قادرا على السيطرة على مدينة صنعاء رئيسية التي كانت في يد الإمام الرابع المؤيد محمد منذ 1464. توفي الناصر محمد بشكل غامض إلى حد ما في 1488 ودفن في قبة في ثلا.